# L'Assyrie un cèdre du Liban
L'Assyrie un cèdre du Liban est un épisode de l'Ancien Testament, dans le livre d'Ézechiel. Il parle de l'intelligence qui doit suivre les Lois de Dieu pour ne pas sombrer.

## Texte
Livre d'Ézechiel, chapitre 31, versets 1 à 12 :

« La onzième année, le premier jour du troisième mois, la parole de l'Éternel me fut adressée, en ces mots : Fils de l'homme, dis à Pharaon, roi d'Égypte, et à sa multitude: A qui ressembles-tu dans ta grandeur? Voici, l'Assyrie était un cèdre du Liban ; Ses branches étaient belles, Son feuillage était touffu, sa tige élevée, Et sa cime s'élançait au milieu d'épais rameaux. Les eaux l'avaient fait croître, L'abîme l'avait fait pousser en hauteur ; Des fleuves coulaient autour du lieu où il était planté, Et envoyaient leurs canaux à tous les arbres des champs. C'est pourquoi sa tige s'élevait au-dessus de tous les arbres des champs, Ses branches avaient multiplié, ses rameaux s'étendaient, Par l'abondance des eaux qui l'avaient fait pousser. Tous les oiseaux du ciel nichaient dans ses branches, Toutes les bêtes des champs faisaient leurs petits sous ses rameaux, Et de nombreuses nations habitaient toutes à son ombre. Il était beau par sa grandeur, par l'étendue de ses branches, Car ses racines plongeaient dans des eaux abondantes. Les cèdres du jardin de Dieu ne le surpassaient point, Les cyprès n'égalaient point ses branches, Et les platanes n'étaient point comme ses rameaux ; Aucun arbre du jardin de Dieu ne lui était comparable en beauté. Je l'avais embelli par la multitude de ses branches, Et tous les arbres d'Éden, dans le jardin de Dieu, lui portaient envie. C'est pourquoi ainsi parle le Seigneur, l'éternel : Parce qu'il avait une tige élevée, Parce qu'il lançait sa cime au milieu d'épais rameaux, Et que son cœur était fier de sa hauteur, Je l'ai livré entre les mains du héros des nations, Qui le traitera selon sa méchanceté ; je l'ai chassé. Des étrangers, les plus violents des peuples, l'ont abattu et rejeté ; Ses branches sont tombées dans les montagnes et dans toutes les vallées. Ses rameaux se sont brisés dans tous les ravins du pays ; Et tous les peuples de la terre se sont retirés de son ombre, Et l'ont abandonné »

Traduction d'après la Bible Louis Segond.